# Bassin Rhin-Meuse
Le bassin Rhin-Meuse est à la fois un bassin hydrographique et une circonscription administrative de bassin française, territoire de compétence des « instances de bassin » regroupant le comité de bassin Rhin-Meuse et l'agence de l'eau Rhin-Meuse, chargés de gérer l'eau à l'échelle de ce bassin. Les limites territoriales de la circonscription sont les limites des communes qui la composent alors que les limites du bassin hydrographique sont les limites physiques de ce domaine, c'est-à-dire la ligne des crêtes qui sépare le bassin des bassins limitrophes, appelée aussi ligne de partage des eaux.
Le comité de bassin Rhin-Meuse est une instance de concertation qui regroupe différents acteurs, publics ou privés, agissant dans le domaine de l'eau : collectivités, État, usagers, personnes qualifiées, milieux socioprofessionnels et le préfet coordonnateur de bassin. Il élabore le SDAGE Rhin-Meuse, définit la politique de gestion de la ressource et de protection des milieux naturels, donne un avis sur les grands aménagements et oriente les politiques d’intervention de l'agence de l’eau Rhin-Meuse. Celle-ci constitue l'organisme exécutif chargé de mettre en œuvre la politique définie par le comité de bassin. Entre autres, elle soutient financièrement et techniquement les travaux d’amélioration des milieux aquatiques et de réduction des pollutions, contribue à la production des données qualitatives sur l’eau et met en œuvre la gestion intégrée de la ressource en eau.

## Histoire
Les grands principes de la politique de l’eau ont été posés par les lois des 16 décembre 1964 et 3 janvier 1992, codifiées aujourd’hui dans le code de l'environnement.
La loi de 1964 crée six bassins hydrographiques sur le territoire métropolitain dans chacun desquels est institué un comité de bassin, couramment appelé le « Parlement local de l’eau », et une agence de l’Eau. Elle a également lancé les bases d’une gestion qualitative et quantitative des milieux aquatiques par bassin (politique décentralisée) : Adour-Garonne, Artois-Picardie, Loire-Bretagne, Rhin - Meuse, Rhône-Méditerranée-Corse et Seine-Normandie. La Corse deviendra en 2002 un bassin à part entière.
L'arrêté du 14 septembre 1966 définit les circonscriptions des comités de bassin. Chaque circonscription est formée d'un ensemble de cantons suivant le découpage des bassins versants des cours d'eau situés dans la circonscription.

## Caractéristiques

### Bassin administratif
La composition du bassin Rhin-Meuse est définie dans l'arrêté du 14 septembre 1966.
Le bassin comprend trois sous-bassins administratifs : Rhin supérieur, Moselle-Sarre et Meuse. Ils constituent un niveau intermédiaire d’agrégation entre la masse d'eau et le bassin Directive cadre de l'eau, à savoir le district hydrographique. Ils ont été mis en œuvre fin 2008 à la demande de la Commission européenne pour des objectifs de rapportage et de visualisation au sein de WISE (Water Information System for Europe).

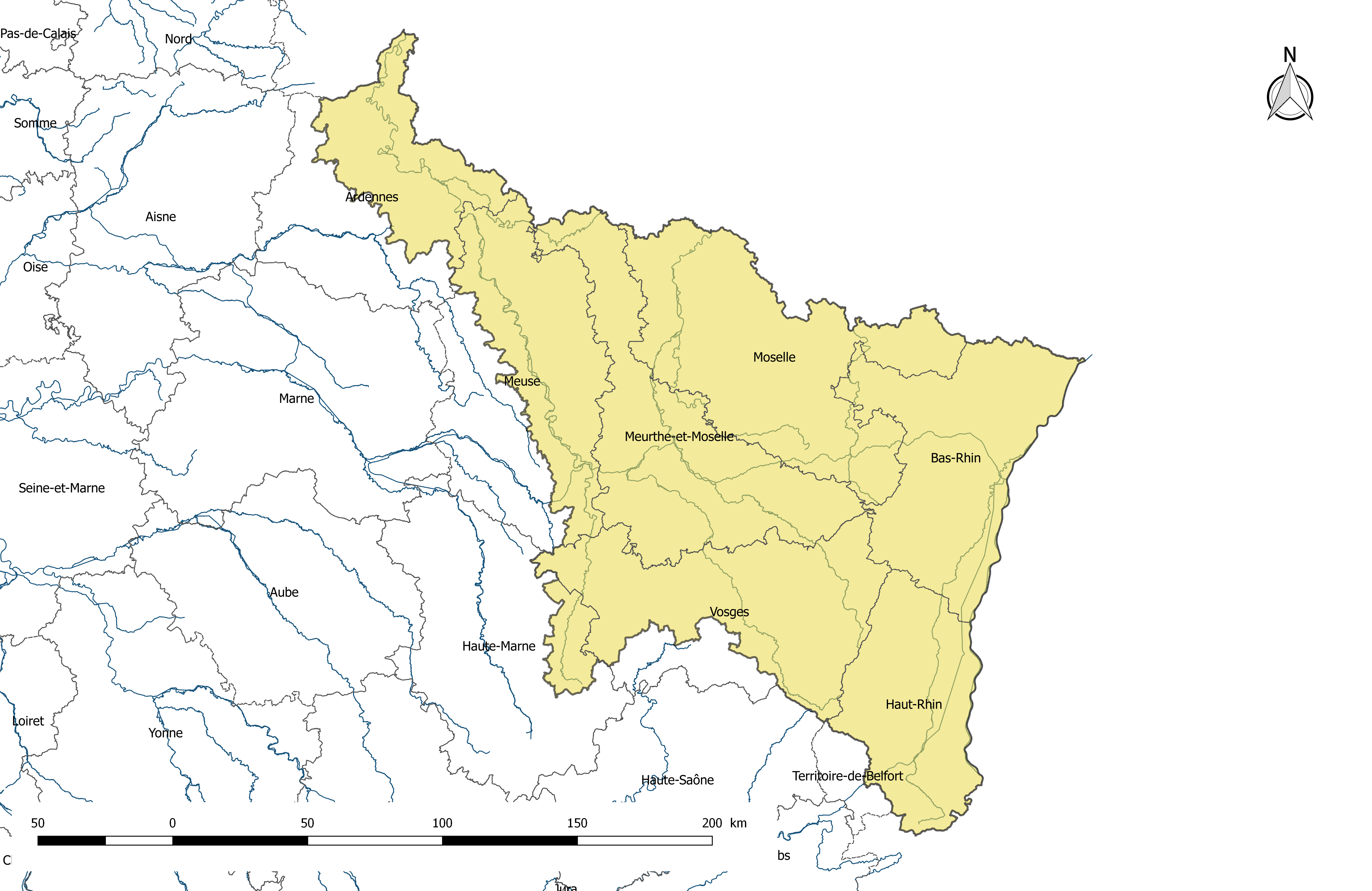
Carte du bassin Rhin-Meuse avec représentation des départements et des principaux cours d'eau.

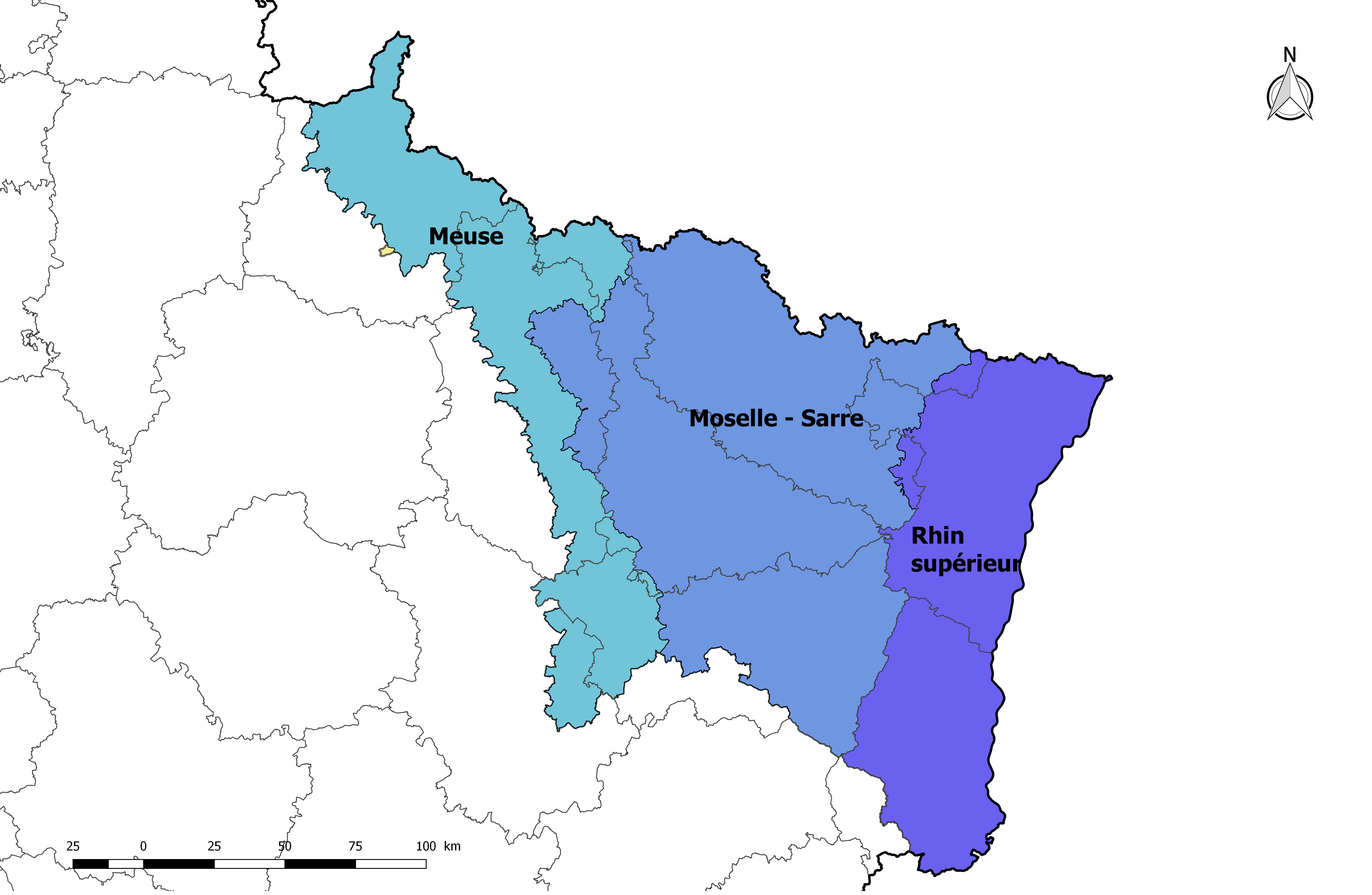
Carte du bassin Rhin-Meuse avec représentation des sous-bassins administratifs.

|  |  |

### Bassin hydrographique

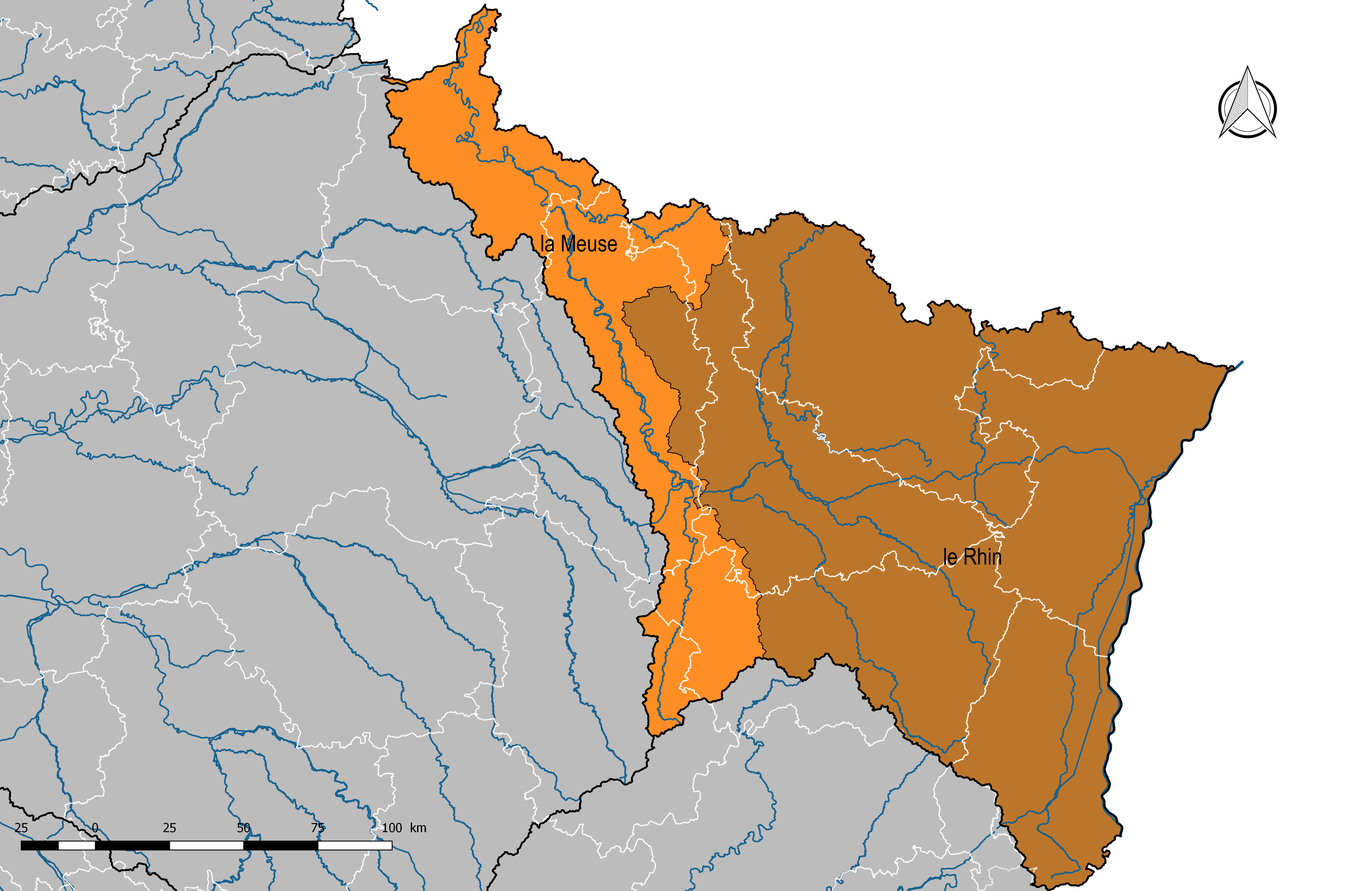
Découpage du bassin Rhin-Meuse en régions hydrographiques. Les limites du bassin et des régions hydrographiques sont sur cette carte les lignes de partage des eaux.

Les bassins hydrographiques sont découpés dans le référentiel national BD Carthage en éléments de plus en plus fins, emboîtés selon quatre niveaux : régions hydrographiques, secteurs hydrographiques, sous-secteurs hydrographiques et zones hydrographiques. Le bassin Rhin-Meuse est découpé en deux régions hydrographiques.
| Région hydrographique | Région hydrographique | Superficie | Superficie    | Répartition                                       | Cours d'eau (2006) |
| Code Sandre           | Libellé               | Valeur     | Taux national | Répartition                                       | Cours d'eau (2006) |
| --------------------- | --------------------- | ---------- | ------------- | ------------------------------------------------- | ------------------ |
| A                     | Le Rhin               | 31 437 km2 | 6 %           | 8 départements entiers ou partiels, 3240 communes | 30 058 km          |
| B                     | La Meuse              | 31 437 km2 | 6 %           | 8 départements entiers ou partiels, 3240 communes | 30 058 km          |

## Gouvernance

### Instances de bassin

#### Comité de bassin
Le comité de bassin Rhin-Meuse est une instance de concertation qui regroupe différents acteurs, publics ou privés, agissant dans le domaine de l’eau : collectivités, État, usagers, personnes qualifiées, milieux socioprofessionnels et le préfet coordonnateur de bassin. Il a pour missions, :
- d’élaborer le schéma directeur d'aménagement et de gestion des eaux (SDAGE), qui fixe les orientations fondamentales de la politique de l'eau pour 15 ans. Deux principes sont mis en œuvre : la gestion de l'eau doit évoluer vers une gestion des milieux aquatiques, et elle doit donner priorité à l'intérêt collectif.
- de définir la politique de gestion de la ressource et de protection des milieux naturels qui doit garantir un développement durable conciliant le développement socio-économique avec la préservation des milieux aquatiques et l'équilibre des usages de l'eau ;
- de donner un avis sur les grands aménagements ;
- d’orienter les politiques d’intervention de l'agence de l’eau.

Le comité de bassin Rhin-Meuse comprend 100 membres, élus ou désignés pour 6 ans, selon des modalités définies par des textes réglementaires. Le mandat des membres du 9e Comité court de juillet 2014 à juillet 2020. Il est réparti en trois collèges : 40 représentants des collectivités territoriales, 40 représentants des usagers et des personnes qualifiés et 20 représentants de l'État et de ses établissements publics.

#### Agence de l'eau
L'agence de l'eau Rhin-Meuse est une des six agences de l'eau françaises. Il s'agit d'un établissement public à caractère administratif de l’État dont le siège est à Châtel-Saint-Germain. Placée sous la tutelle de la direction de l'eau du Ministère chargé de l'Environnement, elle a pour mission de faciliter les diverses actions des intérêts communs dans le bassin hydrographique Rhin-Meuse. Elle exerce sa mission dans le cadre de programmes d'intervention pluri-annuels préparés et validés par le comité de bassin et encadré par le Parlement, :
- elle calcule, établit et perçoit les redevances suivant le principe pollueur-payeur ;
- elle suscite et soutient financièrement et techniquement les travaux d’amélioration des milieux aquatiques et de réduction des pollutions ;
- elle assiste le comité de bassin dans l’élaboration des SDAGE ;
- elle contribue à la production des données qualitatives sur l’eau ;
- elle met en œuvre la gestion intégrée de la ressource.

### Services de l'État

#### Préfet coordinateur de bassin
Le préfet coordinateur du bassin Rhin-Meuse est le préfet de la région Grand-Est dans laquelle le comité de bassin a son siège. Il anime la politique de l’eau en matière de police et de gestion des ressources en eau et coordonne l'action des préfets des départements et des régions du bassin. Ses attributions résultent, pour l’essentiel, des lois sur l’eau du 16 décembre 1964 et du 3 janvier 1992 (ainsi que de leurs décrets d’application) et de la loi sur l’eau et les milieux aquatiques (LEMA) du 30 décembre 2006 et de ses décrets d’application, notamment celui du 24 septembre 2007. Il assure la cohérence et l’homogénéité des décisions.

#### Délégation de bassin
Le directeur de la DREAL Grand-Est assure la fonction de délégué de bassin Rhin-Meuse. A ce titre, il assiste le préfet coordonnateur de bassin dans l’exercice de ses missions. Pour cela, il s’appuie sur la délégation de bassin,.
La délégation de bassin est chargée, à l’échelle du bassin de l’application de la législation relative à l’eau, de l’évaluation des besoins en eau, de l’élaboration du suivi des documents de planification dans le domaine des eaux superficielles, souterraines et des milieux aquatiques. Elle assure le secrétariat de la commission administrative de bassin, anime et coordonne l’action des services déconcentrés de l’État intervenant dans le domaine de l’eau. Elle apporte conseil et assistance technique aux organismes de bassin (comité de bassin et conseil d’administration de l’agence de l’eau).

#### Commission administrative de bassin
Dans chaque bassin est créée une commission administrative de bassin, présidée par le préfet coordonnateur de bassin. Elle l'assiste dans l'exercice de ses compétences ; elle est notamment consultée sur les projets de SDAGE, de programme de mesures et de schéma directeur de prévision des crues. Elle est composée des préfets de région, des préfets de département, des chefs de pôle régionaux Environnement - Développement Durable (EDD), du délégué de bassin, du trésorier payeur général de la région siège du comité de bassin et du directeur de l’Agence de l’eau,.

#### Mission d’appui technique de bassin
A compter du 1er janvier 2016, les communes sont compétentes en matière de gestion des milieux aquatiques et de prévention des inondations. Dans ce cadre, le décret du 28 juillet 2014 crée des missions d'appui technique constituées dans chaque bassin par le préfet coordonnateur de bassin afin d'accompagner la prise de compétence « gestion des milieux aquatiques et prévention des inondations » par les communes et en fixe la composition, l'objet et le fonctionnement. Une mission d'appui technique du bassin Adour-Garonne est ainsi créée par arrêté du préfet coordonnateur de bassin du 25 novembre 2014,.